# Heide Gauert
Heide Gauert (* 30. März 1942 in Berlin) ist eine deutsche Dokumentarfilm-Regisseurin.

## Leben und Werk
Heide Gauert wurde während des Zweiten Weltkriegs in Berlin geboren, wuchs aber in Falkensee auf. Nach der Schulzeit absolvierte sie eine Fotografenausbildung und verfolgte zunächst das Ziel Schnittmeisterin zu werden. Ab 1962 war sie am DEFA-Studio für populärwissenschaftliche Filme als Standfotografin sowie als Kamera- und später auch als Regieassistentin tätig. Zu ihren Lehrmeistern zählt Gauert die Dokumentarfilmer Peter Ulbrich und Karl Gass. Ihre erste eigene Regiearbeit war 1972 der Wirtschaftsfilm Schiffskälteanlagen aus der DDR. Noch im gleichen Jahr schuf sie mit Klabautermanngeschichten ihren einzigen Film, der in den Kinos der DDR gezeigt wurde.
In den folgenden knapp drei Jahrzehnten realisierte Heide Gauert bei der DEFA rund 40 Filme für verschiedene Auftraggeber, darunter vielfach das Fernsehen der DDR. Unter anderem porträtierte sie 1978 den Grafiker und Maler Wilhelm Rudolph in Dresden für ihren Film Der Wächter der Stadt. Anfang der 1980er-Jahre entstand das Langzeitprojekt Rückkehr der Musen – Das Schauspielhaus am Platz der Akademie (1984) über die Rekonstruktion des Berliner Gendarmenmarkts. Im Verlauf des Jahrzehnts folgten mit Blick auf die 750-Jahr-Feier Berlins zahlreiche weitere Filme über die Entwicklung und die Baukunst der Stadt. Für ihren Porträtfilm Im Auftrag des Königs – Zwei Bildhauer in Berlin über Johann Gottfried Schadow und Christian Daniel Rauch durfte sie 1986 auf dem Brandenburger Tor drehen.
Auch nach 1990 setzt Heide Gauert ihre filmische Laufbahn mit großer Produktivität fort. Als freie Filmemacherin arbeitete sie für verschiedene Auftraggeber. In der Langzeitbeobachtung Das Kernkraftwerk Greifswald verfolgte sie zwischen 1994 und 2001 den Rückbau des Kraftwerks. Immer wieder erzählt Gauert in ihren Dokumentationen Geschichten aus ihrer Heimat Falkensee. 2017 schuf sie einen Porträtfilm über den Wehrmachtsdeserteur und letzten lebenden deutschen Résistancekämpfer Erhard Stenzel. 
Anlässlich ihres 100-jährigen Bestehens zeigte die Stadt Falkensee 2023 eine Filmreihe mit Werken von Heide Gauert.

## Filmografie (Auswahl)
- 1972: Schiffskälteanlagen aus der DDR (Regie; Buch mit Peter Zenthöfer)
- 1972: Klabautermanngeschichten (Regie)
- 1976: Poesie im Bild (Regie; Buch mit Maja Ulrich)
- 1976: Festung Königstein – Geschichte und Geschichten um eine Burg (Regie; Buch mit Christina Jahrow und Dietrich Schwartz)
- 1978: Der Wächter der Stadt – Wilhelm Rudolph (Regie)
- 1981: Ein Schüler aus Mansfeld – Die Jugendjahre Martin Luthers (Regie; Buch mit Holmar Attila Mück)
- 1982: Das vergessene Schloss (Regie, Buch)
- 1983: »Aber das kennt man doch alles« – Geschichten zu Berliner Baudenkmälern (Regie; Buch mit Richard Krause)
- 1984: Eine Stadt im Frühlicht – Wie Berlin seinen Anfang nahm (Regie; Buch mit Richard Krause)
- 1984: Rückkehr der Musen – Das Schauspielhaus am Platz der Akademie (Regie ab 1981; Projekt 1978 von Peter Zenthöfer begonnen)
- 1985: Hugenotten in Berlin (Regie)
- 1986: Im Auftrag des Königs – Zwei Bildhauer in Berlin (Regie; Szenarium mit Elke Schieber)
- 1987: Glockengiesser (Regie)
- 1987: Ein neues Alt-Berlin – Das Nikolaiviertel (Regie)
- 1989: Farben des Mittelalters – Kirchenfenster in der DDR (Regie)
- 1991: Es ist doch unser Land geblieben (Regie und Buch mit Klaus Bednarz)
- 1994–2001: Das Kernkraftwerk Greifswald (Regie)
- 2001: Falkensee – Geschichte und Geschichten einer jungen Stadt (Regie)
- 2011: Falkensee – Eine Stadt zwischen Gestern und Morgen (Regie)
- 2017: Sie nannten mich Benjamin – Erhard Stenzel (Regie)